# Schiltigheim
 Schiltigheim  es una población y comuna francesa, en la región de Alsacia, departamento de Bajo Rin, en el distrito de Estrasburgo. Es el chef-lieu del cantón de su nombre. Forma parte de la Eurometrópoli de Estrasburgo.

## Demografía
| 1 622 | 1 645 | 1 587 | 2 133 | 2 778 | 2 794 | 2 998 | 3 349 | 3 441 | 3 770 | 4 265 | 4 849 | 5 653 | 6 507 | 7 140 | 7 758 | 8 609 | 10 745 | 14 310 | 16 761 | 17 804 | 19 226 | 21 217 | 22 074 | 22 397 | 22 798 | 25 081 | 29 198 | 30 144 | 29 574 | 29 155 | 30 841 | 31 729 |
| Para los censos de 1962 a 1999 la población legal corresponde a la población sin duplicidades (Fuente: INSEE [Consultar]) |       |       |       |       |       |       |       |       |       |       |       |       |       |       |       |       |        |        |        |        |        |        |        |        |        |        |        |        |        |        |        |        |

## Personas destacadas
- Thomas Voeckler, ciclista profesional
- Pierre-Hugues Herbert, tenista profesional francés nacido en Schiltigheim
- Bruno Spengler, piloto canadiense de automovilismo de velocidad
- Christian Ernst Stahl, botánico, ecólogo alemán.